# Giro d'Italia de 1925
Giro d'Italia de 1925 foi a décima terceira edição da prova ciclística Giro d'Italia (Corsa Rosa), realizada entre os dias 16 de maio e 7 de junho de 1925.
A competição foi realizada em 12 etapas com um total de 3.520 km.
O vencedor foi o ciclista Alfredo Binda. Largaram 126 competidores cruzaram a linha de chegada 39 corredores.